# Intruders (serie televisiva)
Intruders è una serie televisiva drammatica basata sull'omonimo romanzo di Michael Marshall Smith. Una stagione di otto episodi è stata presentata per la prima volta nell'agosto del 2014 sulla rete americana della televisione via cavo BBC ed è stata una produzione congiunta tra BBC America e il canale britannico BBC Two. Eduardo Sánchez e Daniel Stamm condividono la direzione della serie. Il 27 febbraio 2015 è stato annunciato che Intruders è stato cancellato dopo una sola stagione.

## Trama
Jack Whelan è un ex detective del dipartimento di polizia di Los Angeles a cui viene chiesto di indagare su strani episodi relativi a una serie di tentati suicidi. Nonostante i suoi sforzi, viene messo a tacere ad ogni svolta. Sconcertato, concentra la sua ricerca su una società segreta, Qui Reverti, i cui membri inseguono l'immortalità cercando rifugio nei corpi degli altri dopo la loro morte. Gli agenti della società, chiamati "Shepherds", trovano gli ospiti delle anime che ritornano e mostrano loro i "grilletti" - elementi importanti per i membri di ritorno di Qui Reverti nelle loro vite passate - che "risvegliano" l'anima che ritorna. Una volta risvegliati, costringono l'anima dell'ospite ad andare nell'aldilà se la loro volontà non è abbastanza forte da costringere l'intruso ad andare al suo posto. Nel caso di Jack Whelan, questo distrugge il suo matrimonio quando il corpo di sua moglie viene preso da un intruso.
Un serial killer di nome Marcus Fox ritorna in vita nel corpo di una bambina. Entrambe le anime combattono per il controllo, facendo confondere i loro ricordi. La lotta è esacerbata quando la bambina diventa consapevole della guida di Qui Reverti per il ritorno di anime e inizia a usare le informazioni senza comprenderle veramente.

## Personaggi e interpreti
- John Simm nel ruolo di Jack Whelan, ex L.A.P.D. detective. Quando perde il contatto con sua moglie Amy, Jack viene coinvolto nella cospirazione di Qui Reverti. Scopre che uno dei membri, Rose Gilcrest, è tornato nel corpo di sua moglie e ha preso il controllo. Nella sua rabbia, distrugge molti dei "grilletti" che portano in superficie vite passate. Nonostante le sue azioni distruttive per l'organizzazione, decidono di reclutarlo come uno dei "Pastori" incaricato di riportare indietro i membri e uccidere chiunque possa rivelare l'esistenza dell'organizzazione.
- Mira Sorvino nei panni di Amy Whelan, la moglie di Jack. Scompare all'inizio della storia, a causa di un Pastore che porta in superficie l'anima di Rose Gilcrest; non si sa se l'anima di Amy sia stata eliminata, dato che Rose ha agito gentilmente e ha cercato di dare a Jack la possibilità di vivere invece di ucciderlo. Prima della storia, lei e Jack persero un bambino non ancora nato a causa del sottile intervento di Rose che costringeva un aborto. I suoi vecchi vicini erano stati agenti di Qui Reverti che la tenevano d'occhio.
- Tory Kittles nei panni di Gary Fischer, amico del liceo di Jack. Gary lavorava come contabile per uno dei membri di Qui Reverti, che si stava liberando della sua ricchezza prima del suicidio rituale. È stato esposto agli effetti di una "macchina fantasma", permettendogli di vedere che ci sono due anime in ogni corpo; questo gli ha fatto vedere l'anima di un altro vecchio amico (che divenne ospite di un membro di Qui Reverti) nella sua bambina, portando a sua moglie il divorzio mentre diventava sempre più instabile. Si suicida saltando dal tetto del quartier generale di Qui Reverti, portando informazioni sulla loro organizzazione.
- James Frain nei panni di Richard Shepherd, un assassino che sostiene di essere un agente dell'FBI. Marcus Fox illegalmente ha riportato in vita, dopo aver ricevuto una bustarella, che ha preso per prendersi cura del fratello gravemente ferito. Colto da sensi di colpa per le sue azioni, tentò di uccidere Madison per fermare Marcus; tuttavia, non poteva farlo mentre Madison rimaneva in controllo durante il loro incontro. Copre le sue tracce per tutta la stagione e offre persino a Jack la possibilità di unirsi ai Shepherds.
- Millie Bobby Brown nei panni di Madison, una bambina di 9 anni che funge da nave attraverso la quale Marcus Fox ritorna in vita. Tuttavia, a differenza di altri "Pastori", Marcus ha difficoltà a mantenere il controllo mentre Madison combatte costantemente per riconquistare il suo corpo. Quando subisce una ferita da proiettile, Marcus è pronto a mandarla nel mondo successivo, ma per pura forza di volontà, costringe Marcus ad andare e riprende il controllo del suo corpo. Subisce le conseguenze di alcune delle azioni di Marcus nel suo corpo, che includevano omicidi, imprecazioni e bevute.
- Alex Diakun nei panni di Marcus Fox, un membro di Qui Reverti che ha commesso omicidi nelle sue vite precedenti. Una volta in un nuovo corpo, Marcus parla liberamente delle vite che ha preso; poiché le sue vite passate variano di età e non condividono lo stesso DNA, non possono essere processati. Dal 21º secolo, il resto del gruppo si è stancato di lui e decide di dargli una morte definitiva. Ha corrotto Richard prima, ma non sapeva che segretamente pianificava di riportarlo in un bambino e ucciderlo. Nel controllo di Madison, Marcus tenta di riconquistare il suo precedente status; tuttavia, non era in grado di liberarsi della sua anima, portando a una lotta interna.

## Episodi
| Stagioni       | Episodi | Prima TV USA | Prima TV Ita |
| -------------- | ------- | ------------ | ------------ |
| Prima stagione | 8       | 2014         | 2015         |

## Riconoscimenti
- Candidatura per i Saturn Awards come miglior serie fantascientifica[1]